# Фаунер, Сильвио
Си́львио Фа́унер (итал. Silvio Fauner; род. 1 ноября 1968, Сан-Пьетро-ди-Кадоре, Венеция) — итальянский лыжник, олимпийский чемпион 1994 года в эстафете, чемпион мира 1995 года в гонке на 50 км.

## Спортивная карьера
Высшим достижением Сильвио Фаунера на Олимпийских играх стала победа на Олимпиаде 1994 в Лиллехаммере в составе эстафеты 4×10 км. Он также участвовал в олимпиадах 1992, 1998 и 2002 годов, где завоевал две серебряных медали в эстафетных гонках и две бронзовые медали: в гонке преследования в 1994 и гонке на 30 км в 1998.
Лучшим результатом на чемпионатах мира для Сильвио Фаунера стала победа в гонке на 50 км на чемпионате 1995 года. Всего на его счету 7 медалей разного достоинства на чемпионатах мира 1993—1999 годов.
В сезоне 1994/95 Сильвио Фаунер занял третье место в общем зачёте Кубка мира. Всего на его счету 3 победы и 19 подиумов на этапах Кубка в личных гонках.